# Bram Huijser
Abraham (Bram) Huijser (Amsterdam, 16 oktober 1922 – 30 november 2016) was van 1945 tot 1962 vertegenwoordiger bij een filmverhuurkantoor en vanaf 1963 tot 1987 winkelier en boekhandelaar en publicist. Zijn onderwerpen hebben voornamelijk te maken met de grafische wereld, zoals korte biografieën over grafische kunstenaars, onder andere in het tijdschrift Boekenpost, boekenreeksen en uitgeverijen.

## Biografie
Huijser werd geboren als zoon van een houthandelaar, die woonde aan de Houtmankade te Amsterdam. Het gezin verhuisde later naar de Barentszstraat en ging in 1936 in nieuwbouw wonen aan de Planciusstraat. Tijdens de Tweede Wereldoorlog bracht hij in Amsterdam een illegale krant rond, De Waarheid. Hij werkte toen bij de meubel- en vloerenfabriek Bruynzeel. Via een abonnee op De Waarheid ontmoette hij zijn latere echtgenote, Mies van der Post, met wie hij op 21 mei 1947 trouwde. Hij had een klein antiquariaat, maar dreef ook samen met zijn vrouw een rusthuis. Tot het eind van zijn leven woonde Huijser in Musselkanaal.